# Орландини, Симоне
Симоне Орландини (итал. Simone Orlandini, 13 января 1977, Ливорно, Тоскана, Италия) — исследователь Арктики, океанограф, профессор, бизнесмен, кинопродюсер, кинорежиссёр.

## Биография
Родился 13 января 1977 года в Ливорно, итальянском регионе Тоскана.
Учился на факультете философии и литературы в Университете Болоньи и изучал международное право в Манчестере.
Государственный нотариус в Соединенных Штатах Америки. Президент OEG Inc. и сооснователь кинокомпании REBIS Film GmbH (Германия).
С марта 2015 года советник консульского комитета округа Берлин-Бранденбург и кандидат в сенаторы Итальянской Республики на выборах в 2018 году.
Имея интерес к кино, в качестве режиссера поставил художественные фильмы Nuvole Rosse (2001), Fabbrica(2005), Waiting (2013) и как кинопродюсер сделал документальный фильм Global Village (2016), о глобальном изменение климата, и игровой фильм North Pole (2021), сценарий которого написан по мотивом экспедиции дирижабля «Италия».

## Исследовательская деятельность
На протяжении более чем десяти лет занимается исследовательской деятельностью в Арктике в составе международных экспедиций.
Во время экспедиции 2017 года совместно с американской компанией Google сделал первое в мире картографирование Шпицбергена.
Несколько лет был членом НКО World Arctic Fund (WAF, Германия) (ныне прекратившая свое существование организация), участвовал в арктических миссиях Polar4 и AISE.
Рожденный у моря в портовом городе, Орландини становится капитаном корабля и лидером исследовательских международных экспедиций, проводимых на морских судах от Европы до Арктики. В одно из таких научных путешествий его экипаж достигает 82° северной широты.
Участвовал в качестве спикера на конференции All4TheGreen в преддверии саммита G7 Environment Ministers Meeting (Встрече Министров Окружающей среды на саммите Большой Семерки) в Болонье, Италия, 2017 года, где он рассказывает о проблемах, связанных с изменением климата в Арктике.
Президент международной НКО Ocean Sea Foundation (OSF), фонда по изучению и защите океанов. Орландини аккредитован в Европейском парламенте, где представляет данный фонд. Также совместно с фондом является членом в Ассоциации Полярников (АСПОЛ, Россия).
Вместе с научным комитетом Ocean Sea Foundation разрабатывает проект в сфере космической биологии, испытания которого пройдут в Арктике. Помимо этого принимает участие в реализации исследований, связанных с изменением климата, активностью вирусов, загрязнением океанов и прибрежных зон микропластиком, тяжёлыми металлами.
Миссия Ocean Sea Foundation 2020 года под названием A.R.V.A. (Advanced Research of Virus Activity — Передовое Исследование Деятельности Вирусов) была посвящена исследованию Арктических регионов на наличие вирусов, таких как Коронавирусы и Пандоравирусы. Данная миссия проходила под патронажем Министерства Окружающей среды и Министерства Обороны Италии. Экспедиция A.R.V.A прошла успешно, после чего Орландини не раз выступал на онлайн-конференциях с докладом для итальянского, польского университетов и российского Северного форума.
Заключил ряд важных партнёрских отношений для World Arctic Fund и Ocean Sea Foundation, в их числе: I.P.A. International Police Association (Италия), Luigi Einaudi Foundation (Italy), Altritalia Ambiente (Италия), Cassens & Plath (Германия), Morska Szczecin Naval Academy (Польша), I.F.N.M.U. Ivano Frankivsk National University of Medicine (Украина), Warmia and Mazury University (Польша), Jean Michel Cousteau Foundation (США), Ateneo Mediterraneo Tradizionale (Италия), Bianca Jagger Human Rights Foundation (Великобритания), Nuclear Age Peace Foundation, A.R.M.I. Associazione radioamatori Marinai d’Italia (Италия), AIR Associazione italiana radioascolto(Италия).
В рамках своей многогранной деятельности сотрудничал с такими выдающимися личностями, как Далай-Лама, Харрисон Форд, Ширин Эбади, Мэйрид Магуайр, Джон Полани.
В качестве хобби увлекается парашютным спортом, авиацией, судоходством.